# William Mitchell (Mathematiker)
William John Mitchell (* um 1943 in Minneapolis) ist ein US-amerikanischer Mathematiker, der sich mit Axiomatischer Mengenlehre befasst.
Mitchell studierte an der University of Wisconsin (Bachelorabschluss 1965) und wurde 1970 an der University of California, Berkeley, bei Robert Solovay promoviert (Aronszajn Trees and the Independence of the Transfer Property). Als Post-Doktorand war er Instructor an der University of Chicago. 1972 bis 1977 war er Assistant Professor an der Rockefeller University und 1977/78 am Institute for Advanced Studies of Humanities in New York. 1979 bis 1990 war er Associate Professor an der Pennsylvania State University und ab 2002 Professor an der University of Florida.
Er befasste sich unter anderem mit der Hypothese singulärer Kardinalzahlen. Die Mitchell-Ordnung in der Theorie der Kardinalzahlen ist nach ihm benannt.